# Homalocidaris
Homalocidaris is een geslacht van zee-egels uit de familie Ctenocidaridae.

## Soorten
- Homalocidaris gigantea (H.L. Clark, 1925)